# Bothriocera metcalfi
Bothriocera metcalfi är en insektsart som beskrevs av Caldwell 1943. Bothriocera metcalfi ingår i släktet Bothriocera och familjen kilstritar. Inga underarter finns listade i Catalogue of Life.